# Belin éditeur
Pour les articles homonymes, voir Belin.
Belin éditeur est une maison d'édition française, fondée en 1777 et spécialisée dans les ouvrages universitaires, scolaires et parascolaires.
Jusqu'en 2014, Belin était la plus ancienne maison d'édition française encore indépendante : le 30 octobre, le réassureur Scor, dirigé par Denis Kessler, reprend 100 % du capital de Belin, ce qui met fin au passé d'actionnariat familial de la maison. Une fusion avec les Presses universitaires de France aboutit à la création de la société Humensis en décembre 2016.

## Historique

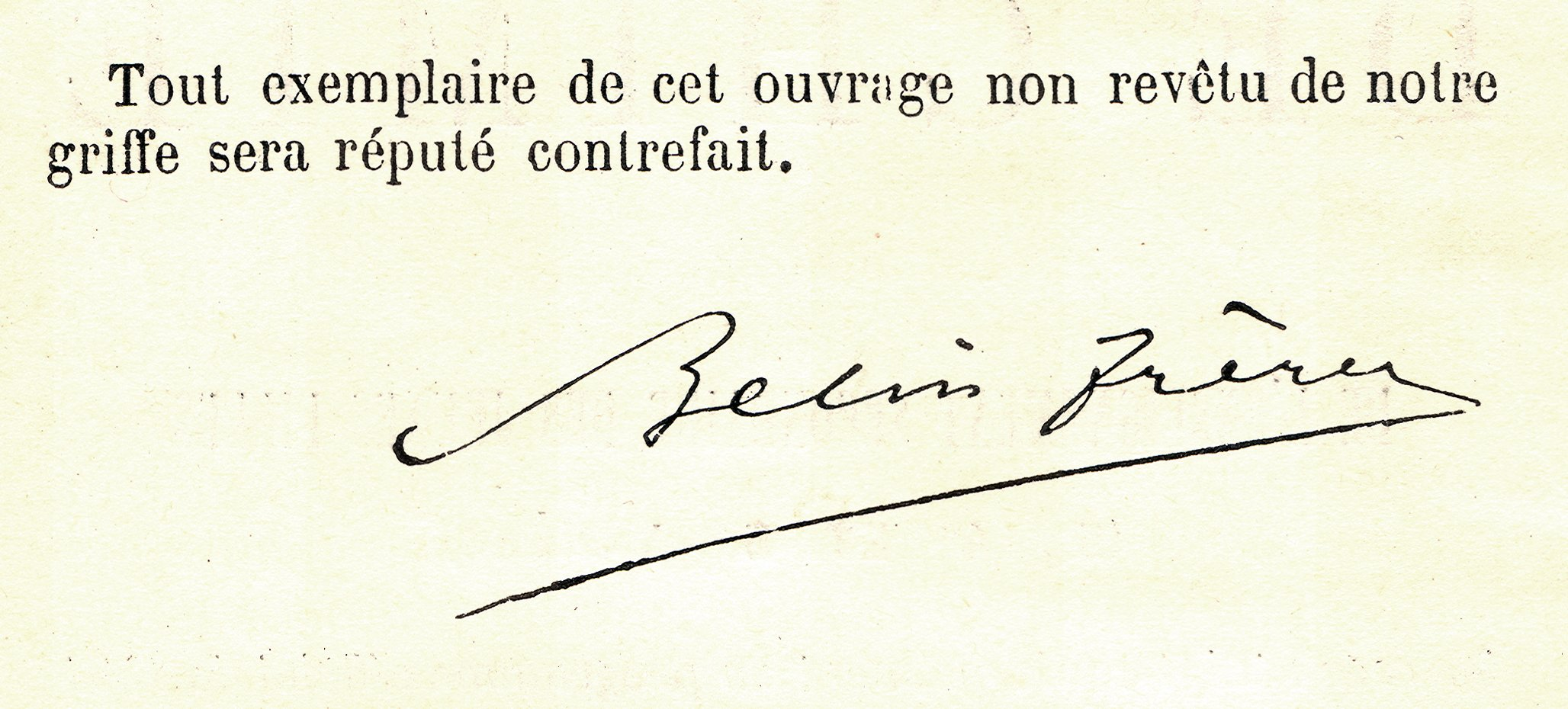
Griffe authentifiant un ouvrage de la Librairie Belin en 1906.

La maison est fondée sous le nom de Librairie Belin le 10 mars 1777 à Paris, rue Saint-Jacques par François Belin (1748-1808), imprimeur-libraire originaire de la Haute-Marne. Son catalogue est très éclectique. En 1785, l'université de Paris choisit ses titres pour récompenser les étudiants. Durant la période révolutionnaire, François publie la Constitution française décrétée par l’Assemblée nationale constituante et acceptée par le Roi (1792). Il est arrêté en avril 1794 pour acte subversif, mais est libéré juste après l'arrestation de Robespierre. En hommage, il nomme son nouveau-né « Thermidor », dit Théophile, qui devient plus tard imprimeur à Sézanne, s'associant en 1833 avec le jeune Henri Plon. À la mort de François, le catalogue compte déjà 1 219 titres.
Ses deux autres fils, Léonard (dit Belin-Leprieur, 1781-1855) et Auguste (dit Belin-Mandar, 1786-1851), sont également imprimeurs tout en développant l'activité éditoriale. Installé au 55 rue Saint-André-des-Arts, Auguste rachète en 1826 la Librairie Classique Élémentaire de Lamennais, maison d'édition qui publie des manuels d'instruction civique et religieuse. De cette époque date la vocation de Belin pour les ouvrages scolaires et pédagogiques. En 1832, Auguste Belin-Mandar imprime le Dictionnaire de la conversation et de la lecture de William Duckett qui connaît un beau succès. Cette double fonction d'imprimeur-éditeur prend fin seulement en 1954.

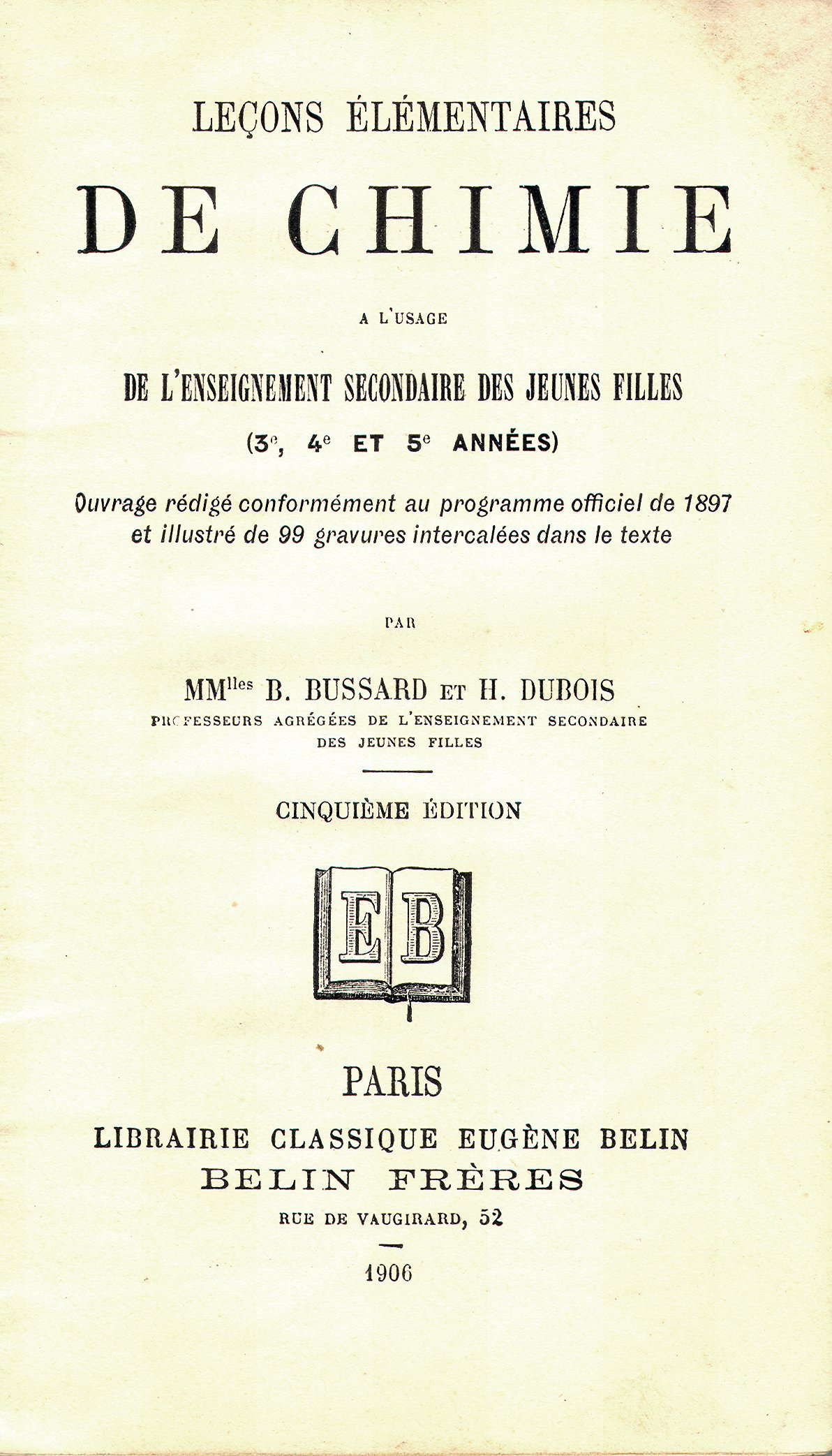
Ouvrage de la Librairie Belin en 1906.

Dans les années 1950, la librairie classique Eugène Belin s'installe au 8 rue Férou à Paris. Les ouvrages scolaires sont notamment imprimés par l'imprimerie Crété à Corbeil-Essonnes, par Georges Lang à Paris. En 1974, la collection Imagine You’re English, est lancée. Depuis 1977, Pour la science est une filiale des éditions Belin qui propose le magazine éponyme, mais aussi d'autres titres, et qui se diversifie dans les ouvrages scientifiques. Belin s'intéresse également à la poésie, avec la revue Po&sie, aux beaux livres, avec le rachat de la maison Herscher en 1987, ou encore à la botanique avec la republication de La Grande Flore, de Gaston Bonnier. La partie non scolaire représente un tiers du chiffre d’affaires de la maison dans les années 2000.
Petit-fils de Paul Belin, fils de Jacques Brossollet et de Solange Belin, Max Brossollet est directeur général à partir de 1960, puis président de 1969 à 1994. Marie Claude Brossollet (1942-2019), sa sœur, lui succède, et assure la direction jusqu'en 2008. Sylvie Marcé, qui n'appartient pas à la famille est la nouvelle présidente.
Le 1er janvier 2017, un groupe éditorial est constitué avec les Presses universitaires de France, qui a le même actionnaire Scor et constitue le 12e groupe français avec 30 millions d'euros de chiffres d'affaires et 180 salariés. Il prend le nom de Humensis. Les éditions de l'Observatoire rejoignent également l'aventure.
Le 6 mars 2017, la maison quitte définitivement ses locaux historiques de la rue Férou pour s'installer au 170 bis, boulevard du Montparnasse.
Le 9 juin 2023, Scor perd son président historique, Denis Kessler. Le 2 février 2024, l'actionnaire principal du groupe Humensis, le réassureur Scor, annonce sa mise en vente sur le marché de l'édition.

### Identité visuelle

Ancien logo des Éditions Belin[Quand ?].
Précédent logo.
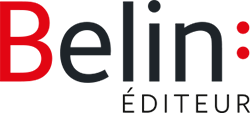
Logo actuel de Belin éditeur.